# Cylapopsallops
Cylapopsallops is een geslacht van wantsen uit de familie van de Miridae (Blindwantsen). Het geslacht werd voor het eerst wetenschappelijk beschreven door Popov & Herczek in 2006.

## Soorten
Het genus is monotypisch en bevat alleen de volgende soort:

- Cylapopsallops kerzhneri Popov & Herczek, 2006